# Castillo de Herbés
El castillo de Herbés (en valenciano: castell d'Herbers) que así suele ser llamado, es una casa-palacio que se encuentra ubicada en el pueblo de Herbés, en la provincia de Castellón (España). Perteneciente al Barón de Herbés, se encuentra situada en la parte más alta del pueblo, desde donde domina toda la villa y gran parte del término. Este edificio se atribuye al siglo XIV por sus almenas, ventanas góticas y rejería así como por las características de su fachada, aunque ha sufrido diferentes modificaciones en siglos posteriores.

## Descripción
De planta rectangular, su fábrica es de mampostería y sillares en las esquinas. Dispone de dos plantas y desvanes y su cubierta es a dos aguas con teja árabe. Esta cubierta está apoyada sobre cinco hileras de pilares de sillería de planta cuadrangular sobre la que están las vigas de carga. Sobre la puerta, de medio punto, hay un balcón del siglo XVI y a la derecha de este dos amplios ventanales góticos gemelos con rosetón calado. Al lado izquierdo del balcón, una ventana cuadrada con reja de trama forjada del siglo XVI, y encima otra más pequeña de medio punto. En la parte más elevada, tres ventanas idénticas que anuncian una clara influencia de la arquitectura aragonesa. Entre la puerta y el balcón, se encuentra un escudo nobiliario con ocho cuarteles y corona perfilada correspondiente a la estirpe de los señores que fundaron la noble casa.

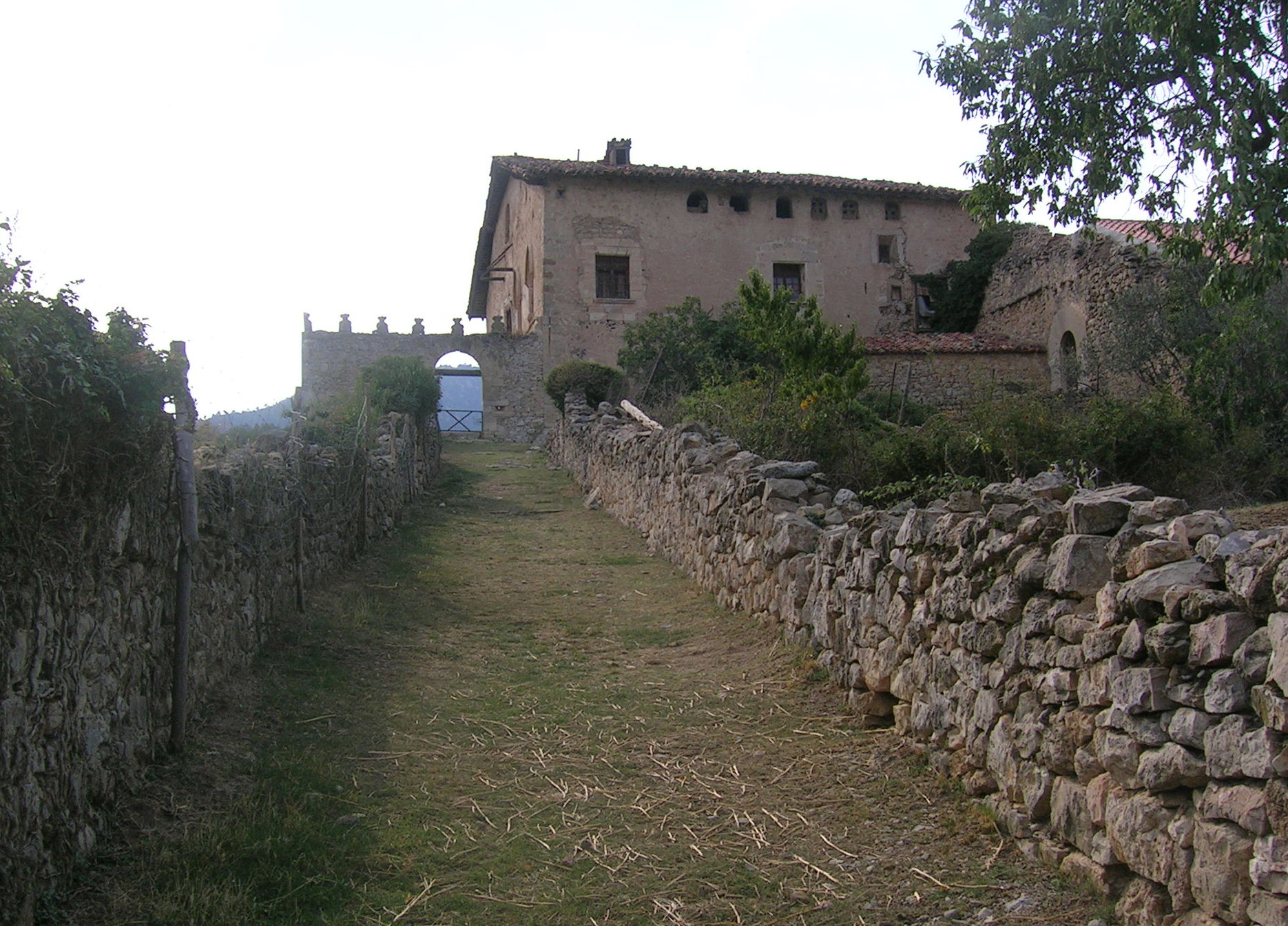
Subida al castillo de Herbés

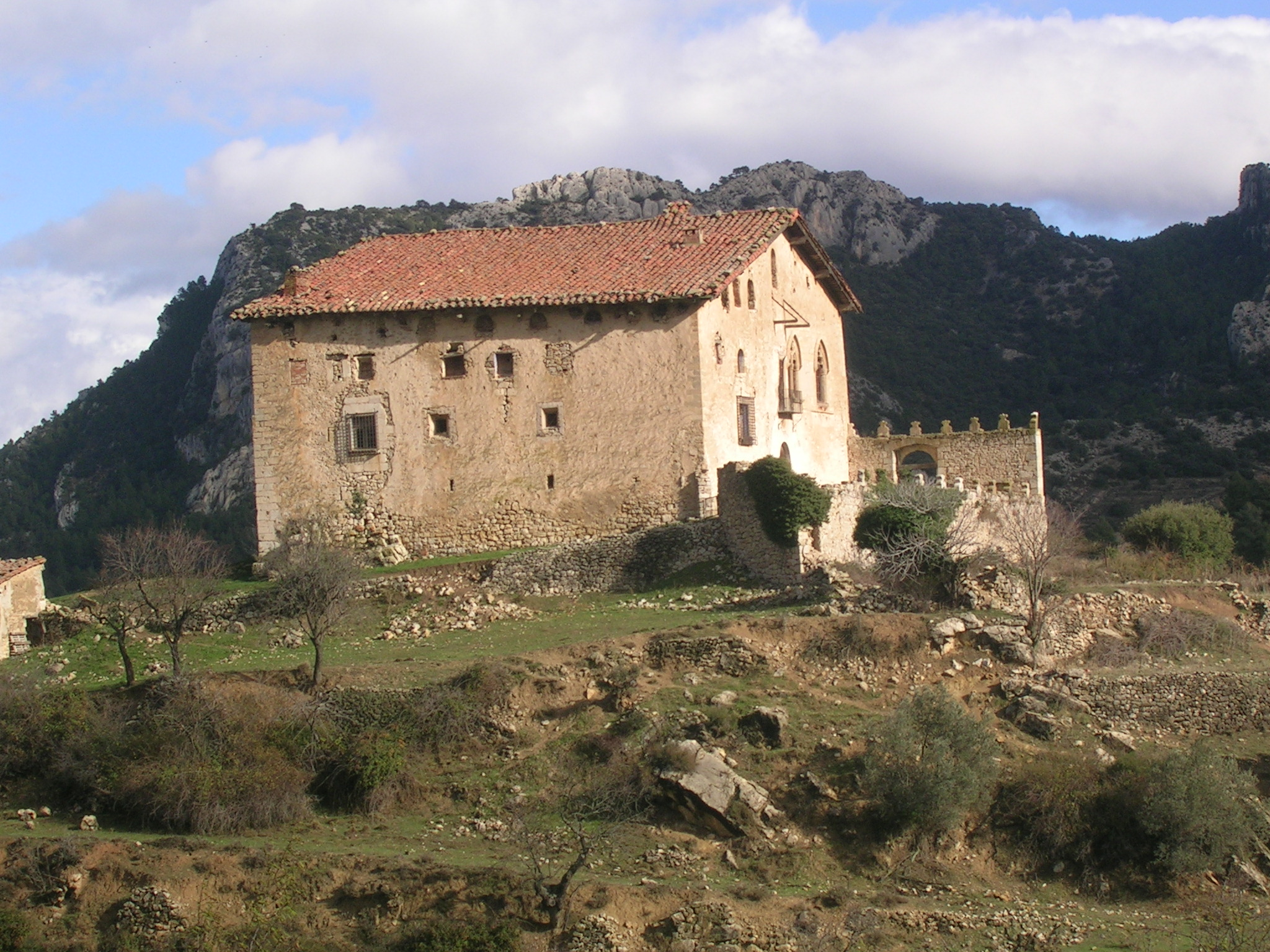
Vista del castillo de Herbés

Se accede al recinto fortificado por un camino que sube desde la plaza de la Iglesia; una muralla almenada defiende la casa-fortaleza y da paso a lo que sería el patio de armas, aunque reducido para tal menester.
En el resto de fachadas se pueden observar numerosas ventanas, muchas de ellas modificadas y una de ellas, en la fachada posterior, convertida en balcón de madera torneada. La fachada derecha, en la que destacan en la parte superior unas ventanas de tipo aragonés, tiene adosadas las dependencias que hacían función de graneros, lagar y depósitos a los que se accede por una magnífica puerta del siglo XIV o XV llamada dels delmes, de los diezmos, por ser allí donde los vasallos entregaban a su señor la parte que le correspondía de los mismos y que representaba la mitad de lo recogido, una vez descontada un libra por el alquiler del granero.
En la parte posterior se encuentra, junto al depósito de los diezmos, la nevera con una espléndida columna central de piedra. Una intacta puerta de medio punto del siglo XIV lleva al interior del edificio.
En el interior del castillo, el vestíbulo de la entrada, pavimentado de guijarros, da a una escalera principal en forma de ángulo que ocupa todo el frente. A su derecha se encuentra una amplia bodega con sus gigantescos toneles ensamblados; a la izquierda queda otra escalera que conduce a los aposentos. En el primer y único rellano se unen dos umbrales de piedra labrada: el primero da paso a una habitación que refleja los muy variados usos a que fue destinada; por el segundo, tras grosísima puerta de ennegrecida madera, se penetra en la lóbrega mazmorra del castillo, donde se pueden apreciar muchas iniciales y nombres con fechas y cruces, destacando una por su tamaño correspondiente al 29 de marzo de 1762. Subiendo la escalera principal, se accede a un espacioso salón en el que destacan dos arcas de afiligranada talla que recuerda los finos trazos ojivales persistentes en el edificio. En este salón, seguro destinado a múltiples recepciones, recaen diferentes puertas que conducen a numerosas dependencias distribuidas por el castillo. Vestigios y retratos pintados recuerdan la alcurnia de los antiguos moradores en ambientes de siglos pasados. Surmortando una puerta campea un gran escudo con corona y ocho cuarteles que supieron los primeros barones ganar con brío.

## Historia

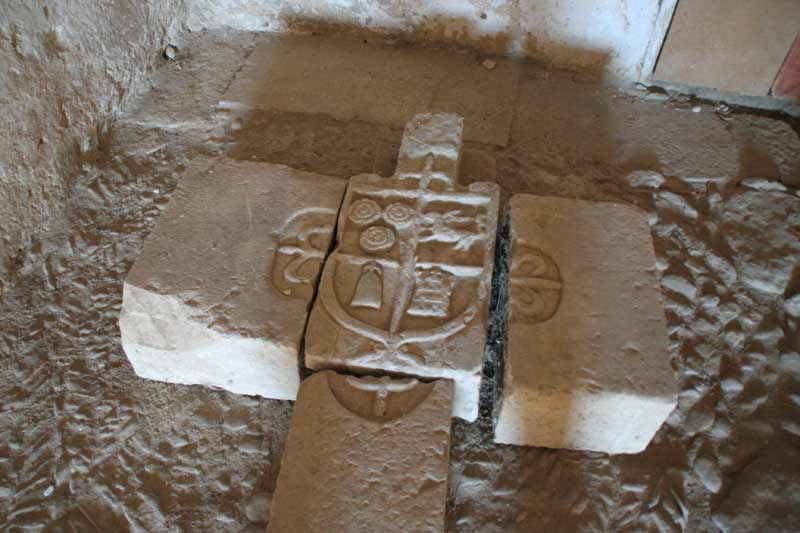
Escudo nobiliario de una de las familias de los Barones de Herbés

Los Garcés debieron construir muy pronto su casa fuerte, aunque sólo fuera como símbolo de señoría y residencia cuando los señores se encontraban en el lugar. Se trata del castell que intentaron destruir los vasallos en 1325, después de la reunión tenida en el porche de la iglesia parroquial de San Bartolomé, donde normalmente residía el alcaide. Por el Índice del Archivo Municipal morellano del siglo XVIII, se conoce que los castillos y fortificaciones de la Comunidad sufrieron derribos o intentos de derribos en diferentes épocas así como las oportunas reconstrucciones. El documento hace referencia al castillo de Herbés, así como a los de otros pueblos de la zona como Cinctorres, Zorita del Maestrazgo, Castellfort, Todolella, Forcall, Villafranca del Cid o Ortells, aunque aparentemente la mayoría de veces estas disposiciones no se cumplieron, o se acataron sólo en parte. El Barón Esteban de Cubells, por ejemplo, mantuvo a principios del siglo XV duros pleitos en Valencia con el pueblo de Morella porque estos hicieron derribar el castillo del lugar.
Cinco familias ostentaron el título de Barón de Herbés, la primera de ellas los Garcés. Después los Centelles, por matrimonio y los Cubells por la pérdida del título de los anteriores en 1380. Llegaron después por matrimonio los Valls, que se encontraron finalmente con los Ram de Víu, últimos señores propietarios de Herbés y ostentadores del título de Barón de Herbés. Destaca entre estos últimos Rafael Ram de Víu y Pueyo, alcalde-corregidor de la ciudad de Valencia e importante militar en la Guerra de la Independencia española y la Primera Guerra Carlista.